# Gloria Burkert
Gloria Burkert (* 1946) ist eine deutsche Filmproduzentin.

## Leben
Gloria Burkert wurde ab 1980 im Verleih und bei der Produktion von Dokumentarfilmen tätig. 1987 wurde sie Geschäftsführerin bei Salinas Film, ab 1989 bei Factory Entertainment. 1994 gründete sie mit Andreas Bareiß und Peter Herrmann die Firma Medien & Television München. Sie wirkte bei über 40 Produktionen mit.
Burkert ist Mitglied der Deutschen Filmakademie.

## Filmografie (Auswahl)
- 1992: Der Papagei
- 1994: Tatort: Klassen-Kampf (Fernsehreihe)
- 1995: Unter der Milchstraße
- 1995: Tatort: Frau Bu lacht
- 1998: Tatort: Schwarzer Advent
- 2001: Tatort: Und dahinter liegt New York
- 2002: Der Felsen
- 2002: So schnell du kannst
- 2005: Polizeiruf 110: Der scharlachrote Engel
- 2006: Polizeiruf 110: Er sollte tot
- 2006: Tatort: Außer Gefecht
- 2008: Tatort: Liebeswirren
- 2009: Tierisch verliebt
- 2009: Ayla
- 2009: Tatort: Schweinegeld
- 2009: Polizeiruf 110: Endspiel
- 2010: Die Wanderhure
- 2011: Tatort: Edel sei der Mensch und gesund
- 2011: Tatort: Ein ganz normaler Fall
- 2011: Das unsichtbare Mädchen
- 2012: Heiraten ist auch keine Lösung
- 2013: Tatort: Gegen den Kopf
- 2014: Ohne Dich
- 2014: Polizeiruf 110: Smoke on the Water